# Akeley (Minnesota)
Akeley ist eine Kleinstadt (mit dem Status „City“) im Hubbard County im US-amerikanischen Bundesstaat Minnesota. Das U.S. Census Bureau hat bei der Volkszählung 2020 eine Einwohnerzahl von 404 ermittelt.

## Geografie
Akeley liegt im mittleren Norden von Minnesota am Eleventh Crow Wing Lake, dem größten und untersten See der Crow Wing Chain of Lakes, einer vom Crow Wing River durchflossenen Seenkette. Die Stadt liegt auf 47°00′06″ nördlicher Breite, 94°43′41″ westlicher Länge und erstreckt sich über 3,88 km².
Benachbarte Orte von Akeley sind Walker (16,6 km nordöstlich), Hackensack (26,9 km südöstlich) und Nevis (9,9 km südwestlich).
Die nächstgelegenen größeren Städte sind Fargo in North Dakota (165 km westlich), Winnipeg in Kanada (433 km nordnordwestlich), Duluth am Oberen See (225 km östlich) und Minneapolis (286 km südöstlich).
Die Grenze zu Kanada befindet sich 228 km nördlich.

## Verkehr
Im Zentrum von Akeley treffen die Minnesota State Routes 34 und 64 zusammen. Alle weiteren Straßen sind untergeordnete und teils unbefestigte Fahrwege sowie innerörtliche Verbindungsstraßen.
Parallel zur MN 34 verläuft durch das Stadtgebiet von Akeley auf der Trasse einer ehemaligen Eisenbahnstrecke mit dem Heartland State Trail ein Rail Trail für Wanderer und Radfahrer. Im Winter kann der Wanderweg auch mit Schneemobilen befahren werden.
Der 31,6 km südwestlich gelegene Park Rapids Municipal-Konshok Field Airport ist der nächste Flugplatz. Die nächsten Großflughäfen sind der Hector International Airport in Fargo (175 km westlich), der Winnipeg James Armstrong Richardson International Airport (440 km nordnordwestlich) und der Minneapolis-Saint Paul International Airport (309 km südöstlich).

## Demografische Daten
Nach der Volkszählung im Jahr 2010 lebten in Akeley 432 Menschen in 185 Haushalten. Die Bevölkerungsdichte betrug 111,3 Einwohner pro Quadratkilometer. In den 185 Haushalten lebten statistisch je 2,34 Personen.
Ethnisch betrachtet setzte sich die Bevölkerung zusammen aus 94,9 Prozent Weißen, 0,2 Prozent (eine Person) Afroamerikanern, 2,1 Prozent amerikanischen Ureinwohnern sowie 0,9 Prozent Asiaten; 1,9 Prozent stammten von zwei oder mehr Ethnien ab. Unabhängig von der ethnischen Zugehörigkeit waren 1,2 Prozent der Bevölkerung spanischer oder lateinamerikanischer Abstammung.
23,6 Prozent der Bevölkerung waren unter 18 Jahre alt, 59,5 Prozent waren zwischen 18 und 64 und 16,9 Prozent waren 65 Jahre oder älter. 48,6 Prozent der Bevölkerung war weiblich.

Das mittlere jährliche Einkommen eines Haushalts lag bei 27.143 USD. Das Pro-Kopf-Einkommen betrug 18.160 USD. 30,6 Prozent der Einwohner lebten unterhalb der Armutsgrenze.